# Narodowe Muzeum Sztuki (Osaka)
Narodowe Muzeum Sztuki, Osaka (jap. 国立国際美術館 Kokuritsu Kokusai Bijutsukan) – japońskie muzeum sztuki położone w Osace na wyspie Nakanoshima między rzekami Dōjima i Tosabori, w pobliżu stacji Higobashi.
Oficjalną japońską nazwę muzeum tłumaczy się na angielski jako National Museum of International Art, dlatego muzeum to znane jest również pod skróconą nazwą NMAO (National Museum of Art, Osaka).

## Historia NMAO
Pierwotne muzeum zaprojektował architekt Arata Isozaki. Wywodzi się ono z Galerii Sztuki, wybudowanej jako część wystawy światowej Expo '70, odbywającej się w Suita na przedmieściach Osaki. Po wystawie miejsce przekształcono w Park Pamięci Expo, zaś galerię zachowano do ewentualnego przyszłego wykorzystania w charakterze stałego muzeum sztuki. Galerię ponownie otwarto w ramach parku w 1977 pod nazwą „Narodowe Muzeum Sztuki”. Ze względu na starzenie się budynku, jak również ograniczone miejsce, muzeum zamknięto tymczasowo w styczniu 2004. Stare muzeum zostało rozebrane i zamienione na parking, zaś eksponaty przeniesiono do bardziej centralnej, obecnej lokalizacji w Nakanoshima i otwarto w listopadzie 2004 roku.

## Zbiory NMAO
Większość prac w kolekcji pochodzi z czasów powojennych. Do przedwojennych wyjątków należą prace artystów, takich jak Paul Cézanne, Pablo Picasso, Max Ernst, Tsuguharu Fujita i Yasuo Kuniyoshi.

### Budynek Pelli
Konstrukcja muzeum jest sama w sobie przykładem współczesnej sztuki architektonicznej. Obecne muzeum zostało zaprojektowane przez architekta Cesara Pelli. Według autora konstrukcja naśladuje z zewnątrz trzcinę falującą na wietrze. Większość placówki znajduje się pod ziemią, obok Muzeum Nauki. Wejście, audytorium, restauracja i sklep muzealny położone są tuż poniżej poziomu gruntu, wystawy i magazyny na dwóch niższych piętrach. Stała ekspozycja i miejsca wystaw czasowych znajdują się na średnim poziomie, a różne wystawy czasowe umieszczane są na najniższym poziomie.

### Wspólny katalog
„Wspólny Katalog Zbiorów Narodowych Muzeów Sztuki w Japonii” jest połączonym katalogiem obiektów będących w posiadaniu czterech narodowych japońskich muzeów sztuki: National Museum of Modern Art w Kioto (MOMAK), National Museum of Modern Art w Tokio (MOMAT), National Museum of Art w Osace (NMAO) i National Museum of Western Art w Tokio (NMWA). Wersja online katalogu jest w trakcie budowy i dostępne są w niej tylko niektóre dzieła.